# Грачёвка (Северо-Казахстанская область)
Грачёвка (каз. Грачевка) — упразднённое село в Айыртауском районе Северо-Казахстанской области Казахстана. Входило в состав Казанского сельского округа. Ликвидировано в 2014 году. Код КАТО — 593245500.

## Население
В 1999 году население села составляло 40 человек (22 мужчины и 18 женщин). По данным переписи 2009 года в селе никто не проживал.